# Národní parky v Panamě

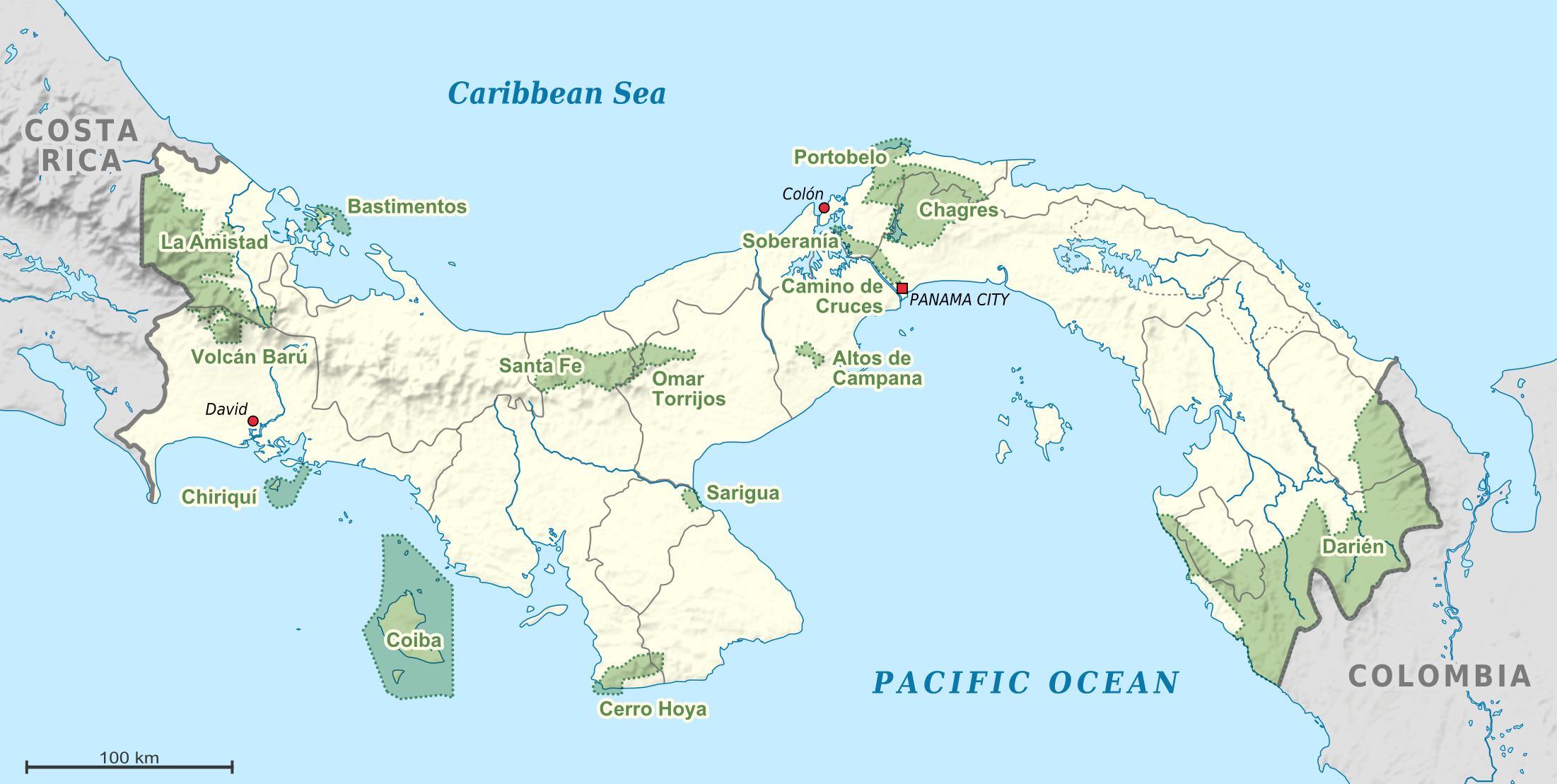
Mapa Panamy s vyznačenými národními parky (chybí San Lorenzo a San San - Pond Sak

V Panamě byla ustanovena řada národních parků. Nacházejí se po celém území státu, největší z nich se pak rozkládají při státních hranicích (jak s Kostarikou, tak Kolumbií).

## Přehled parků
| Název parku        | Rozloha    | Rok vyhlášení | Poznámka |
| ------------------ | ---------- | ------------- | --- |
| Darién             | 579 000 ha | 1980          | sousedí s kolumbijským nár. parkem Los Katíos, zároveň je přírodním dědictvím UNESCO                                              |
| Coiba              | 270 125 ha | 1991          | mořská rezervace - většinu rozlohy parku tvoří vodní plocha, pevnina má rozloh 53 314 ha, zároveň je i přírodním dědictvím UNESCO |
| La Amistad         | 207 000 ha | 1988          | panamská část společného mezinárodního parku La Amistad Panamy a Kostariky, zároveň přírodní dědictví UNESCO                      |
| Chagres            | 129 585 ha | 1984          | pojmenován po řece Chagres |
| Santa Fé           | 72 636 ha  | 2001          | nejmladší panamský národní park                                                                                                   |
| Portobelo          | 35 929 ha  | 1976          | rozkládá se v okolí historického města Portobelo                                                                                  |
| Cerro Hoya         | 32 557 ha  | 1985          | nachází se na jihu poloostrova Azuero                                                                                             |
| Omar Torrijos      | 25 275 ha  | 1986          | roste zde mnoho endemických rostlin                                                                                               |
| Soberanía          | 19 545 ha  | 1980          | táhne se podél východního břehu Gatúnského jezera a Panamského průplavu                                                           |
| Golfo de Chiriquí  | 14 740 ha  | 1994          | mořská rezervace - většinu rozlohy parku tvoří vodní plocha                                                                       |
| Volcán Barú        | 14 322 ha  | 1976          | národní park okolo nejvyšší panamské hory (sopky) v pohoří Cordillera de Talamanca                                                |
| Isla Bastimentos   | 13 226 ha  | 1988          | mořská rezervace - většinu rozlohy parku tvoří vodní plocha                                                                       |
| Sarigua            | 8 000 ha   | 1985          | pobřežní společenstva mangrovů |
| Altos de Campana   | 4 925 ha   | 1966          | nejstarší panamský národní park                                                                                                   |
| Camino de Cruces   | 4 590 ha   | 1992          | rozkládá se podél Panamského průplavu                                                                                             |
| San Lorenzo        | 8 681 ha   | 2024          | rozkládá se při ústí Panam. průplavu do Karibiku                                                                                  |
| San San – Pond Sak | 37 841 ha  | 2025          | částěčně pevnina, částečně mořský biotop                                                                                          |

Kromě národních parků existuje v Panamě i několik dalších způsobů ochrany např. lesní rezervace (španělsky Reserva forestral), chráněná krajina (Paisaje protegido), útočiště divoké přírody (Refugio de Vida Silvestre) apod. Celkem bylo ustanoveno 65 různých chráněných oblastí, které zahrnují na 34% území Panamy tzn. 2 600 018 ha. Chráněná panamská území spravuje vládní Autoridad Nacional del Ambiente de Panamá (zkratka ANAM).